# Tunde Adebimpe
Tunde Omoroga Adebimpe, född 26 februari 1975 i St. Louis, Missouri, är en amerikansk musiker, låtskrivare, skådespelare, regissör och bildkonstnär. Han har sedan 2001 varit sångare i den amerikanska alternativa musikgruppen TV on the Radio. Adebimpe har också designat några av gruppens albumomslag. Han har även samarbetat med och medverkat på inspelningar med bland andra Yeah Yeah Yeahs och Massive Attack.
2012 bildade Tunde Adebimpe bandet Higgins Waterproof Black Magic Band.
Adebimpes föräldrar är av nigeriansk härkomst.

## Filmografi (i urval)
- 1998–1999 – Celebrity Deathmatch (TV-serie) (röst)
- 2008 – Rachel Getting Married
- 2012 – Superjail! (TV-serie) (röst)
- 2014 – Portlandia (TV-serie)
- 2016 – Äventyrsdags (TV-serie) (röst)
- 2017 – Spider-Man: Homecoming
- 2019 – Marriage Story
- 2020 – Perry Mason (TV-serie)
- 2023 – Strange Planet (TV-serie) (röst)
- 2024 – Twisters
- 2024 – Star Wars: Skeleton Crew (TV-serie)